# Itylos alticola
Itylos alticola är en fjärilsart som beskrevs av G. och S. Itylos alticola ingår i släktet Itylos och familjen juvelvingar. Inga underarter finns listade i Catalogue of Life.